# Liste von russischen und sowjetischen Flugabwehrgeschützen
Die Liste von russischen und sowjetischen Flugabwehrgeschützen führt Flugabwehrgeschütze auf, die im Russischen Kaiserreich, der Sowjetunion oder der Russischen Föderation entwickelt bzw. produziert wurden.

## Flugabwehrkanonen
| Bezeichnung                              | Originalbezeichnung                                               | Werksindex (russ.) | GAU bzw. GRAU-Index (russ.) | Entwicklungsbeginn | Nutzungsbeginn | Stückzahl |
| ---------------------------------------- | ----------------------------------------------------------------- | ------------------ | --------------------------- | ------------------ | -------------- | --------- |
| 20-mm-Flug- und Panzerabwehrkanone M1930 | 20-мм автоматическая зенитная и противотанковая пушка обр. 1930 г | 2-К                |                             | 1932               | 1932           | 64 + 2    |
| 25-mm-Flugabwehrkanone M1940             | 25-мм автоматическая зенитная пушка обр. 1940 г.                  | 72-К               | 52-П-132                    | 1939               | 1940           | 4860      |
| 25-mm-Zwillings-Flak M1944               |                                                                   | 94-КM              |                             |                    |                |           |
| 37-mm-Flak M1939                         | 37-мм автоматическая зенитная пушка обр. 1939 г.                  | 61-K               | 52-П-167                    | 1938               | 1940           |           |
| 57-mm-Flugabwehrkanone S-60              | Автоматическая зенитная пушка С-60                                | С-60               | 52-П-281                    | 1944               | 1950           |           |
| 76-mm-Flak Lender M1914/15               | 76-мм зенитная пушка Лендера                                      | -                  | -                           | 1914               | 1916           |           |
| 76-mm-Flak M1915/28                      | 76-мм зенитная пушка обр. 1915/28 г.                              | 9-K                | 52-П-355                    | 1928               | 1934           | 109       |
| 76-mm-Flugabwehrkanone M1931 (3-K)       | 76-мм зенитная пушка обр. 1931 г.                                 | 3-K                | 52-П-361                    | 1931               | 1932           | 3821      |
| 76-mm-Flak M1938                         | 76-мм зенитная пушка обр. 1938 г.                                 |                    | 52-П-362                    | 1938               | 1938           | 960       |
| 85-mm-Flak M1939                         | 85-мм зенитная пушка обр. 1939 г.                                 | 52-K               | 52-П-365                    | 1937               | 1940           | 14.422    |
| 85-mm-Flak M1944                         | 85-мм зенитная пушка обр. 1944 г.                                 | KС-1               | 52-П-366                    | 1943               | 1944           |           |
| 85-mm-Flak KS-18                         | 85-мм зенитная пушка обр. 1944 г.                                 | KС-18              | -                           | 1945               | 1950           |           |
| 100-mm-Flak B-14                         | 100-мм зенитная пушка Б-14                                        | Б-14               | -                           | 1930               | -              |           |
| 100-mm-Flak L-6                          | 100-мм зенитная пушка Л-6                                         | Л-6                | -                           | 1934               | -              |           |
| 100-mm-Flak 73-K                         | 100-мм зенитная пушка 73-К                                        | 73-К               | -                           | 1938               | -              |           |
| 100-mm-Flak-Zwilling BD-140              | 100-мм спаренная зенитная пушка БД-140                            | БД-140             | -                           | 1939               | -              |           |
| 100-mm-Flugabwehrkanone KS-19            | 100-мм зенитная пушка KС-19                                       | KС-19              | 52-П-415                    | 1947               | 1948           | 10.151    |
| 130-mm-Flak KS-30                        | 130-мм зенитная пушка KС-30                                       | KС-30              | 52-П-481                    | 1947               |                | 738       |
| 152-mm-Flak KM-52                        | 152-мм зенитная пушка КМ-52                                       | КМ-52              | -                           | 1948               | 1957           | 16        |
| 152-mm-Flak SM-27                        | 152-мм зенитная пушка СМ-27                                       | СМ-27              | -                           | 1948               | -              |           |
| 100-mm-Flak S-106A                       | 100-мм автоматическая зенитная пушка С-106А                       | С-106А             | -                           | 1955               | -              |           |
| 100-mm-Flak KS-37                        | 100-мм гладкоствольная зенитная пушка КС-37                       | КС-37              | -                           | 1954               | -              | 3         |

## Lafetten
| Bezeichnung | Originalbezeichnung | Nutzung                                                            |
| ----------- | ------------------- | ------------------------------------------------------------------ |
| ZU-29       | ЗУ-29               | 76-mm-Flugabwehrkanone M1931 (3-K)                                 |
| ZU-8        | ЗУ-8                | 76-mm-Flak M1938 85-mm-Flak M1939 85-mm-Flak M1944 85-mm-Flak KS-1 |
| ZU-17       | ЗУ-17               | 85-mm-Flak KS-18                                                   |

## Flugabwehr-Selbstfahrlafetten
Im russischen militärischen Sprachgebrauch wird der Begriff Flakpanzer grundsätzlich nicht verwendet. Fla-Waffen auf Fahrzeugen werden grundsätzlich als Fla-Selbstfahrlafetten (зенитная самоходная установка, abgekürzt ЗСУ, transkribiert ZSU) bezeichnet.
| Bezeichnung        | Originalbezeichnung                             | Werksindex (russ.) | GAU bzw. GRAU-Index (russ.) | Entwicklungsbeginn | Nutzungsbeginn | Stückzahl |
| ------------------ | ----------------------------------------------- | ------------------ | --------------------------- | ------------------ | -------------- | --------- |
| 76-mm-Fla-Sfl 29-K | 76-мм зенитная самоходная установка 29-К        | 29-К               | 52-П-361-А                  | 1934               | 1936           | 20        |
| 76-mm-Fla-Sfl SU-6 | 76-мм зенитная самоходная установка СУ-6        |                    | -                           | 1934               | -              | 1         |
| 76-mm-Fla-Sfl SU-8 | 76-мм зенитная самоходная установка СУ-8        |                    | -                           | 1932               | -              | 1         |
| ZSU-37             | зенитная самоходная установка ЗСУ-37            |                    | -                           | 1944               | 1945           | 75        |
| Fla-Sfl 57-2       | зенитная самоходная установка ЗСУ-57-2          |                    | -                           | 1945               | 1950           |           |
| Objekt 530         | Объект 530                                      |                    | -                           | 1958               | -              |           |
| Fla-Sfl 37-2       | зенитная самоходная установка ЗСУ-37-2 «Енисей» |                    | 2A1                         | 1957               | -              |           |
| Fla-Sfl 23-4       | ЗСУ-23-4 «Ши́лка»                                |                    | 2A6                         | 1957               | 1962           |           |